# Forel FR
| FR ist das Kürzel für den Kanton Freiburg in der Schweiz. Es wird verwendet, um Verwechslungen mit anderen Einträgen des Namens Forel zu vermeiden. |

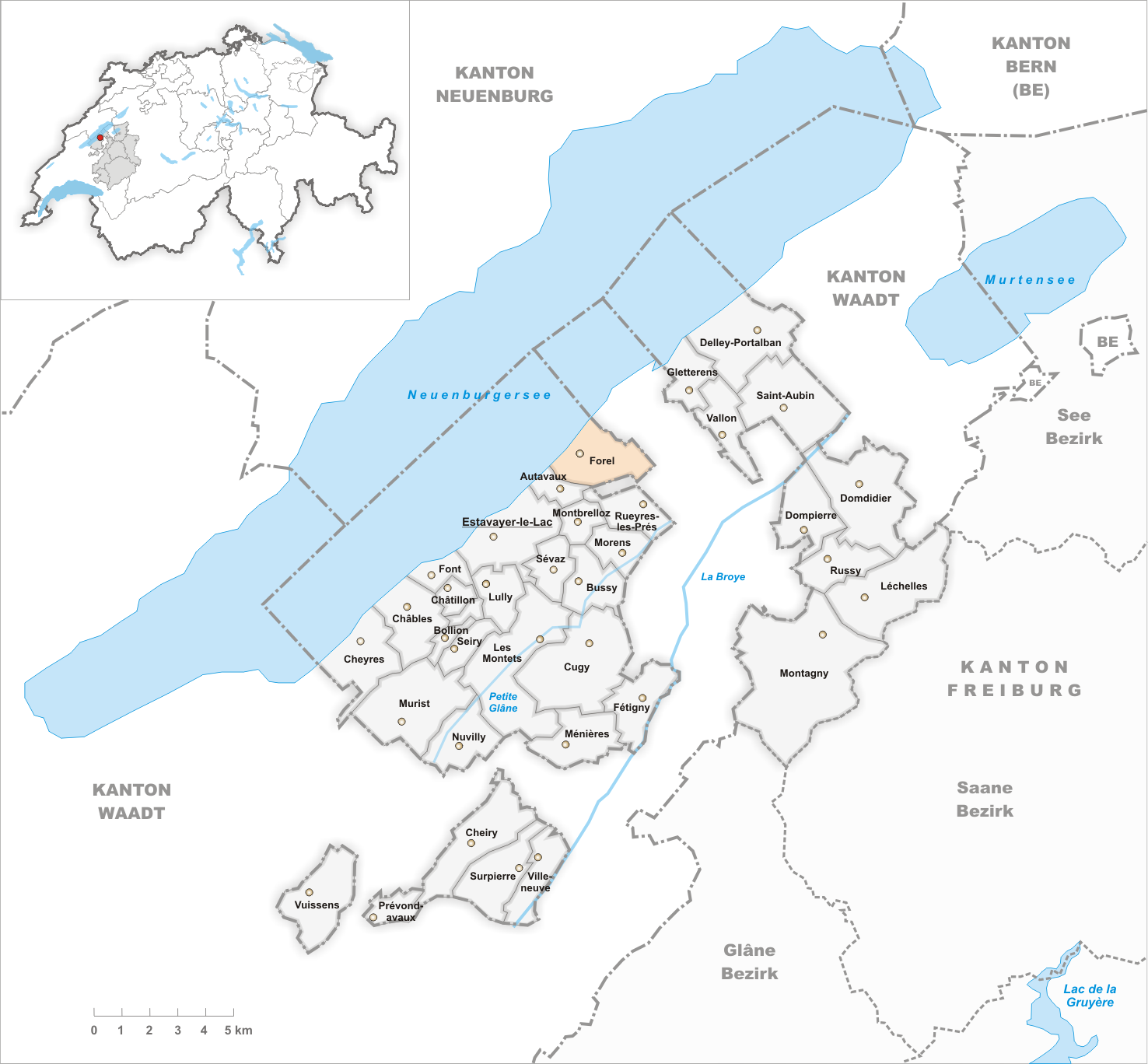
Gemeindestand vor der Fusion am 1. Januar 2006

Forel (FR) (Freiburger Patois Foriⓘ) ist eine Ortschaft und früher selbständige politische Gemeinde im Distrikt Broye des Kantons Freiburg in der Schweiz. Mit Wirkung auf den 1. Januar 2006 wurde Forel mit Autavaux und Montbrelloz zur neuen Gemeinde Vernay zusammengeschlossen. Seit 2017 gehört das Dorf zur Gemeinde Estavayer.

## Geographie
Forel liegt auf 465 m ü. M., vier Kilometer nordöstlich des Bezirkshauptortes Estavayer-le-Lac (Luftlinie). Das Dorf erstreckt sich auf einem Plateau über dem Südufer des Neuenburgersees, auf dem Höhenrücken zwischen dem See und der Broyeebene, im nordwestlichen Freiburger Mittelland.
Die Fläche des 5,0 km² grossen ehemaligen Gemeindegebiets umfasste einen Abschnitt am Südufer des Neuenburgersees (rund 2,2 km Seeuferlinie). Der Gemeindeboden erstreckte sich vom Seeufer südwärts über einen flachen Uferrandstreifen, der teils mit Schilfrohr, teils mit Wald bestanden ist, und über einen rund 30 m hohen Steilhang auf das Plateau von Forel. Dieses Plateau ist durch zwei kurze Erosionstäler untergliedert, wobei das Tälchen des Dorfbachs von Autavaux (Ruisseau de Longefont) die südwestliche Grenze bildete. Nach Osten reichte die Gemeindefläche über das Waldgebiet Bois des Esserts auf das Plateau von Les Planches und erreichte auf der Flur Belmont mit 505 m ü. M. den höchsten Punkt von Forel. Von der ehemaligen Gemeindefläche entfielen 1997 5 % auf Siedlungen, 24 % auf Wald und Gehölze, 69 % auf Landwirtschaft, und etwas mehr als 2 % war unproduktives Land.
Zu Forel gehören der Weiler Les Planches (494 m ü. M.) auf dem Höhenrücken zwischen dem Neuenburgersee und der Broyeebene sowie einige Einzelhöfe. Nachbargemeinden von Forel waren Autavaux und Rueyres-les-Prés im Kanton Freiburg sowie Grandcour und Chevroux im Kanton Waadt. Im Neuenburgersee findet sich ein Dreikantonseck (Freiburg, Neuenburg und Waadt) ().

## Bevölkerung
Mit 368 Einwohnern (Ende 2005) gehörte Forel zu den kleinen Gemeinden des Kantons Freiburg. Von den Bewohnern sind 92,0 % französischsprachig, 5,9 % deutschsprachig, und 1,8 % sprechen Italienisch (Stand 2000). Die Bevölkerungszahl von Forel belief sich 1850 auf 155 Einwohner, 1900 auf 183 Einwohner. Im Verlauf des 20. Jahrhunderts pendelte die Bevölkerungszahl im Bereich zwischen 170 und 220 Einwohnern. Erst seit 1980 (195 Einwohner) wurde ein deutliches Bevölkerungswachstum verzeichnet.
Einwohnerzahlen: Volkszählungsdaten

## Wirtschaft
Forel war bis in die zweite Hälfte des 20. Jahrhunderts ein vorwiegend durch die Landwirtschaft geprägtes Dorf. Noch heute haben Ackerbau, Obstbau und Viehzucht einen wichtigen Stellenwert in der Erwerbsstruktur der Bevölkerung. Einige weitere Arbeitsplätze sind im lokalen Kleingewerbe und im Dienstleistungssektor vorhanden. In den letzten Jahrzehnten hat sich Forel dank seiner attraktiven Lage auch zu einer Wohngemeinde entwickelt. Viele Erwerbstätige sind deshalb Wegpendler, die hauptsächlich in Estavayer-le-Lac sowie in der Region Payerne arbeiten.

## Verkehr
Das Dorf liegt abseits der grösseren Durchgangsstrassen, ist aber von Estavayer-le-Lac leicht erreichbar. Durch eine Buslinie der Transports publics Fribourgeois, die von Estavayer-le-Lac nach Gletterens verkehrt, ist Forel an das Netz des öffentlichen Verkehrs angebunden.

## Geschichte
Das Gebiet von Forel war schon sehr früh besiedelt. In der Nähe des Seeufers wurden Überreste zweier Siedlungen aus dem Neolithikum und aus der Bronzezeit gefunden. Die erste urkundliche Erwähnung des Ortes erfolgte 1239 unter dem Namen Forest. Der Ortsname geht auf das spätlateinische forestum zurück, das Wald bedeutet, der im Mittelalter als Jagdgebiet für die Adelsfamilien reserviert war. Auch die ausserhalb eines geschlossenen Ortes liegenden Weiler und Höfe wurden im Altfranzösischen forest genannt.
Seit dem Mittelalter unterstand Forel den Herren von Estavayer. Nachdem Bern 1536 das Waadtland erobert hatte, kam das Dorf unter die Herrschaft von Freiburg und wurde der Vogtei Estavayer zugeteilt. Nach dem Zusammenbruch des Ancien Régime (1798) gehörte Forel während der Helvetik und der darauffolgenden Zeit zum Bezirk Estavayer, bevor es 1848 in den Bezirk Broye eingegliedert wurde.
Im Rahmen der seit 2000 vom Kanton Freiburg geförderten Gemeindezusammenlegungen fusionierte Forel mit Wirkung auf den 1. Januar 2006 mit den früher ebenfalls selbständigen Gemeinden Autavaux und Montbrelloz zur neuen Gemeinde Vernay.

## Sehenswürdigkeiten
Die Kapelle Saint-Gorgon-et-Garin stammt von 1687 und wurde 1923 zur heutigen Pfarrkirche vergrössert. Erst seither ist Forel eine unabhängige Pfarrei, vorher gehörte es zur Kirchgemeinde Rueyres-les-Prés. Im Ortskern sind einige stattliche Bauernhäuser aus dem 17. bis 19. Jahrhundert erhalten.